# Okrikes
Els okrikes són els membres d'un clan ijaw que viuen a les LGAs d'Okrika, Port-Harcourt i Ogu-Bolo, a l'estat de Rivers, al sud de Nigèria.
Els okrikes parlen la llengua ijaw kirike, que també es diu okrika.

## Població i religió
El 98% dels 374.000 okrikes són cristians; d'aquests, el 80% són anglicans, el 10% són protestants i el 10% pertanyen a esglésies cristianes independents. El 2% dels okrikes restants creuen en religions tradicionals africanes.